# Quebrada Cacaulapa
Quebrada Cacaulapa är ett vattendrag i Honduras.   Det ligger i departementet Departamento de Santa Bárbara, i den västra delen av landet, 170 km nordväst om huvudstaden Tegucigalpa.